# Cuire (métro de Lyon)
Pour les articles homonymes, voir Cuire (homonymie).
Cuire est une station de métro française de la ligne C du métro de Lyon, située place Jules-Ferry dans le quartier de Cuire-le-Haut à Caluire-et-Cuire.
Elle est mise en service en 1984, lors du prolongement de la ligne C dont elle constitue depuis lors le terminus nord.

## Situation ferroviaire
La station Cuire est située sur la ligne C du métro de Lyon, dont elle est un des terminus, elle est située après la station Hénon.

## Histoire

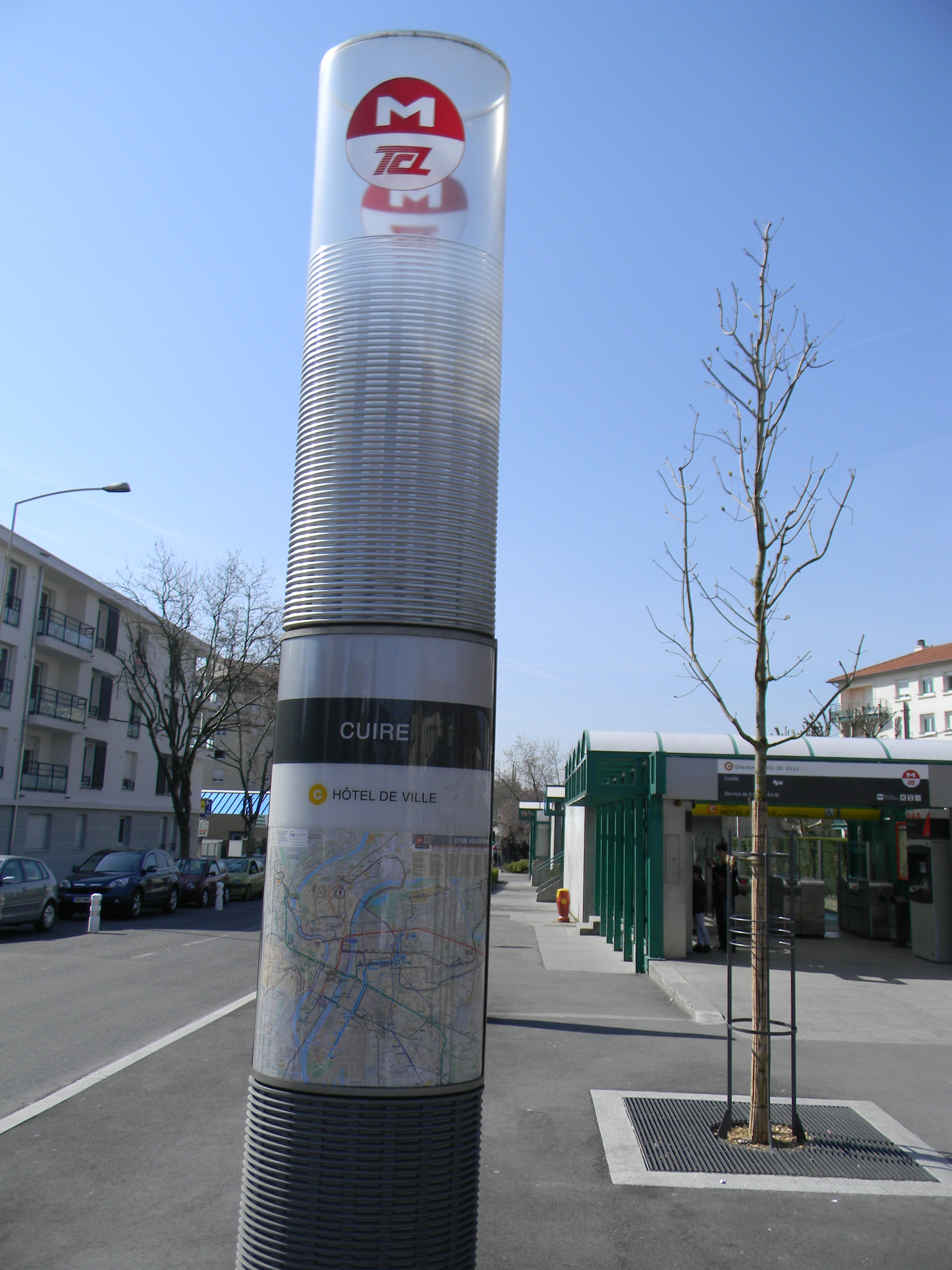
Totem à l'entrée de la station.

La station « Cuire » est mise en service le 10 décembre 1984, lors du prolongement de la ligne C depuis Croix-Rousse.
Cette station est conçue à l'origine comme une station provisoire ne comportant qu'une voie et un quai placé du côté est de la station, le long du Boulevard des Canuts à l'emplacement de l'ancienne ligne de Lyon-Croix-Rousse à Trévoux, au sud de l'ancienne gare de Cuire, car pensée à l'époque pour être remplacée à terme par une station « définitive » lors d'un prolongement ultérieur de la ligne à Rillieux-la-Pape en poursuivant sur l'emprise de la ligne de Trévoux, qui n'a jamais été réalisé.
Elle n'est pas équipée d'ascenseurs car sa situation en surface avec un accès de plain-pied la rend naturellement accessible aux personnes à mobilité réduite. La station est équipée de portillon d'accès depuis le 14 novembre 2006.

## Service des voyageurs

### Accueil
La station compte trois accès : le premier, de plain-pied et comportant le portique pour les personnes à mobilité réduite, donne directement sur la place Jules-Ferry et les arrêts de bus tandis que les deux autres sont situés au milieu et au sud du quai et donnent sur le boulevard des Canuts via des escaliers. Elle dispose de distributeur automatique de titres de transport et de valideurs couplés avec les portillons d'accès.

### Desserte
Cuire est desservie par toutes les circulations de la ligne.

### Intermodalité
Cuire est un pôle de correspondances important du réseau Transports en commun lyonnais (TCL) et plus particulièrement pour la desserte du plateau nord. Les arrêts sont répartis sur la place Jules-Ferry et sont desservis par les lignes de trolleybus C1, qui y effectue son terminus, et C13 ainsi que par les lignes de bus 33, 38 et S5.
Outre les rues et places avoisinantes, elle permet de rejoindre à pied différents sites, notamment : l'Infirmerie protestante, un parc relais, le groupe scolaire Jean-Jaurès et un peu plus loin le collège et lycée Élie Vignal.